# Bornella hermanni
Bornella hermanni is een slakkensoort uit de familie van de Bornellidae. De wetenschappelijke naam van de soort is voor het eerst geldig gepubliceerd in 1864 door Angas.